# Kościół Najświętszej Marii Panny Królowej Polski w Świdnicy
Kościół pw. Najświętszej Marii Panny Królowej Polski – świdnicki kościół parafialny mieszczący się na Osiedlu Młodych przy ul. generała Ignacego Prądzyńskiego.

## Historia
Z racji znacznej rozbudowy Świdnicy, budowy wielu nowych osiedli oraz wzrostu liczby mieszkańców, świdniczanie starali się o budowę nowego kościoła. Wieloletnie starania zarówno mieszkańców miasta, jak i władz kościelnych odniosły sukces, gdy wojewoda wałbrzyski Antoni Trembulak 18 października 1980 wydał zgodę na budowę tego kościoła. Lokalizacja nie była przypadkowa – świątynię zbudowano na jednym z największych osiedli mieszkaniowych Świdnicy – Osiedlu Młodych. 
Teren, na którym miał stanąć kościół, przekazano 6 kwietnia 1981 roku w użytkowanie wieczyste. Parafii, powstająca przy ulicy Prądzyńskiego nadano wezwanie Najświętszej Marii Panny Królowej Polski. Prace budowlane ruszyły już wiosną 1982 roku. Już 3 maja 1982 roku odprawiano mszę w tymczasowej kaplicy zbudowanej na czas budowy nowego kościoła. Wcześniej prymas Polski kardynał Józef Glemp poświęcił ziemię pod kościołem i ustawiono drewniany krzyż. W 1989 roku wmurowano kamień węgielny poświęcony przez papieża Jana Pawła II. Ostatnie prace wykończeniowe przy wystroju wnętrza kościoła zakończono w marcu 2009 roku. 3 czerwca 2001 nastąpiła konsekracja kościoła. Uroczystą mszę św. odprawił ks. kardynał Henryk Gulbinowicz.

## Rys architektoniczny
Nad ołtarzem w kościele znajduje się obraz Matki Bożej Częstochowskiej, w ramie wykonanej ręcznie w stylu barokowym. Znajdują się też tutaj dwie tablice opisujące krótką historię kościoła. Tekst na lewej tablicy podaje Na Chwałę Boga Wszechmocnego za pontyfikatu Papieża Jana Pawła II W roku poświęconym Prymasowi Tysiąclecia Kard. Stefanowi Wyszyńskiemu Kościół Parafialny pw. Najświętszej Marii Panny Królowej Polski w Świdnicy wzniesiony dzięki ofiarności tutejszych parafian konsekrował w dniu 3 czerwca 2001 J.Em. ks. kardynał Henryk Gulbinowicz arcybiskup metropolita wrocławski, gdy proboszczem tutejszej parafii był ks. infułat Kazimierz Jandziszak. Natomiast druga z tablic, umieszczona po prawej stronie zawiera tekst: Kościół pw. NMP Królowej Polski w Świdnicy Pomnik Naszego Życia. Budowę świątyni rozpoczął w 1981 roku ks. prałat Stanisław Pasyk. Od 1984 kontynuował ks. infułat Kazimierz Jandziszak. Kościół zbudowano według projektu mgra inż. arch. Mariana Tunikowskiego i mgra inż. konstr. Wojciecha Święcickiego. Dzieło budowy realizowali: Roman Pasyk – kierownik budowy, inż. Ryszard Przybylski – inspektor nadzoru, ks. mgr Czesław Mazur – wystrój wnętrza. 18 X 1980 r. – zezwolenie na budowę kościoła, 6 I 1981 r. – ustanowienie parafii, 29 XI 1981 – poświęcenie placu budowy, 1 X 1989 r. – wmurowanie kamienia węgielnego, 2 V 1994 r. – otwarcie nowej świątyni, 7 VI 2000 r. – poświęcenie dzwonów, 3 VI 2001 – konsekracja kościoła.